# Sundance (Utah)
Sundance is een ski-resort in het ski-gebied "Timp Haven" nabij Provo in de Verenigde Staten. Acteur Robert Redford kocht het in 1968 aan, vermoedelijk omdat zijn vrouw uit Utah komt en het echtpaar daar vijf jaar voordien in de buurt een huis liet bouwen. Het resort is vernoemd naar de rol die Redford speelde in de film Butch Cassidy and the Sundance Kid (1969).
Het skigebied "Timp Haven" opende in 1944. Het werd meer dan twintig jaar geleid door de familie Ray Stewart. De kabelliften werden toegevoegd in de jaren 60.
De film Jeremiah Johnson (1972), waarin Redford speelde, werd nabij het resort gefilmd.
Het Sundance Film Festival, dat plaatsvindt in Park City (48 km ten noorden van Sundance), is de grootste filmwedstrijd voor onafhankelijke filmmakers in de VS en is een begrip in de filmwereld.
Het Sundance-resort mag niet verward worden met het dorp Sundance in Wyoming, waar de naam van de Sundance Kid op gebaseerd is.